# Bruder Lustig

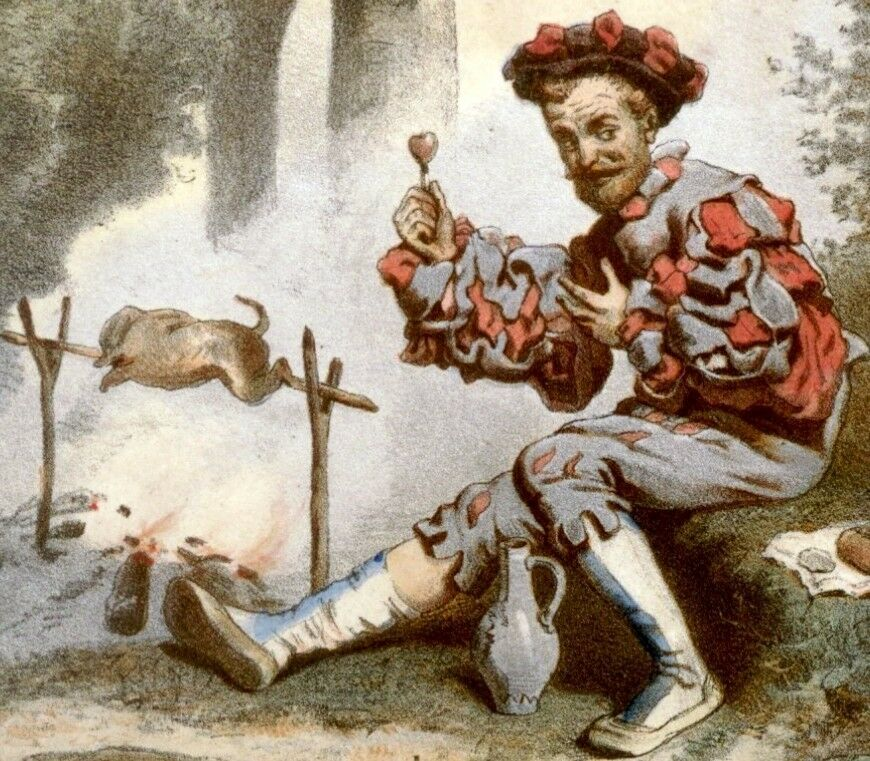
Illustration von Emil Hünten, 1885

Bruder Lustig ist ein Märchen (ATU 785, 330). Es steht in den Kinder- und Hausmärchen der Brüder Grimm ab der 2. Auflage von 1819 an Stelle 81 (KHM 81). Es gelangte auch in Ernst Heinrich Meiers Deutsche Volksmärchen aus Schwaben (1852), ebenfalls als Bruder Lustig (Nr. 62).

## Inhalt

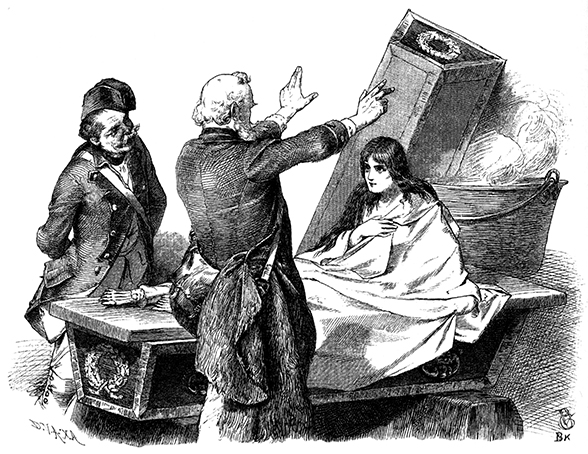
Illustration von Philipp Grotjohann, 1893

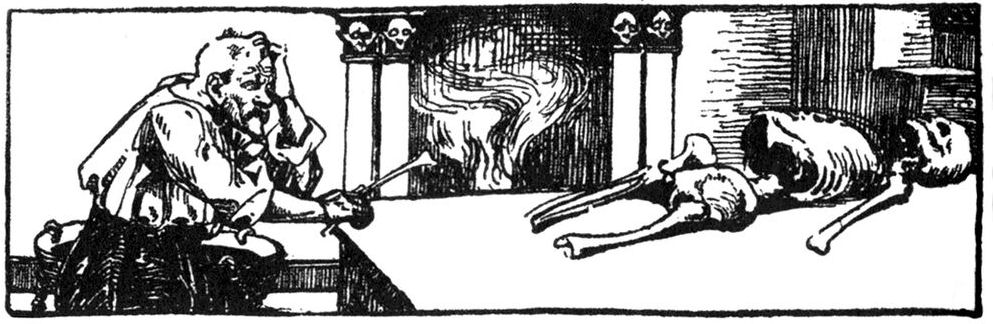
Illustration von Wilhelm Stumpf, 1901

Der Soldat Bruder Lustig erhält nach dem Krieg einen Laib Brot und vier Kreuzer zum Abdank. Unterwegs begegnet ihm dreimal der heilige Petrus als Bettler, dem er jedes Mal ein Viertel des Brotes und einen Kreuzer abgibt. Für den vierten Kreuzer lässt er sich im Wirtshaus zu seinem Brot ein Bier geben. Als er Petrus wieder begegnet und nichts mehr geben kann, geht der mit ihm einen Kranken heilen. Petrus will keinen Lohn, Bruder Lustig nimmt trotzdem ein Lamm an. Als es ihm zu schwer wird, will er es kochen. Er soll aber mit dem Essen warten, bis Petrus zurück ist. Als der ausbleibt, isst er das Lammherz und behauptet dann, es habe keins.
Als sie unterwegs durch Wasser waten müssen, lässt Petrus das Wasser steigen, damit Bruder Lustig gestehe, das Herz gegessen zu haben, aber er gesteht nicht. Petrus erweckt eine verstorbene Königstochter zum Leben. Danach teilt er das Gold, das Bruder Lustig dafür bekommen hat, in drei Teile: Je einen für sie beide und einen für den, der das Lammherz gegessen hat. Da gesteht Bruder Lustig, kriegt das Gold und Petrus verlässt ihn.
Bruder Lustig vergeudet das Geld. Bei der nächsten toten Königstochter will er nachmachen, was er bei Petrus gesehen hat, legt aber die Knochen falsch zusammen. Petrus kommt und hilft ihm. Nachdem der Soldat entgegen Petrus’ Verbot wieder den Ranzen voll Gold bekommen hat, verlässt ihn Petrus endgültig. Vorher verleiht er seinem Ranzen die Fähigkeit, dass er sich alles hinein wünschen kann. Bruder Lustig wendet das auf zwei gebratene Gänse an, wovon er eine an zwei Handwerksburschen verschenkt, die dann fälschlicherweise für die Diebe gehalten werden.
Er übernachtet in einem Schloss, wo ihn neun Teufel angreifen, die er erledigt, indem er sie in den Ranzen wünscht und von den Schmieden draufschlagen lässt. Nur einer entkommt in die Hölle. Der erinnert sich, als Bruder Lustig am Ende seines Lebens vor dem Höllentor steht, und lässt ihn nicht ein. Am Himmelstor will ihn Petrus nicht einlassen, aber Bruder Lustig gibt ihm seinen Ranzen zurück und wünscht sich dann selbst hinein.

## Vergleiche

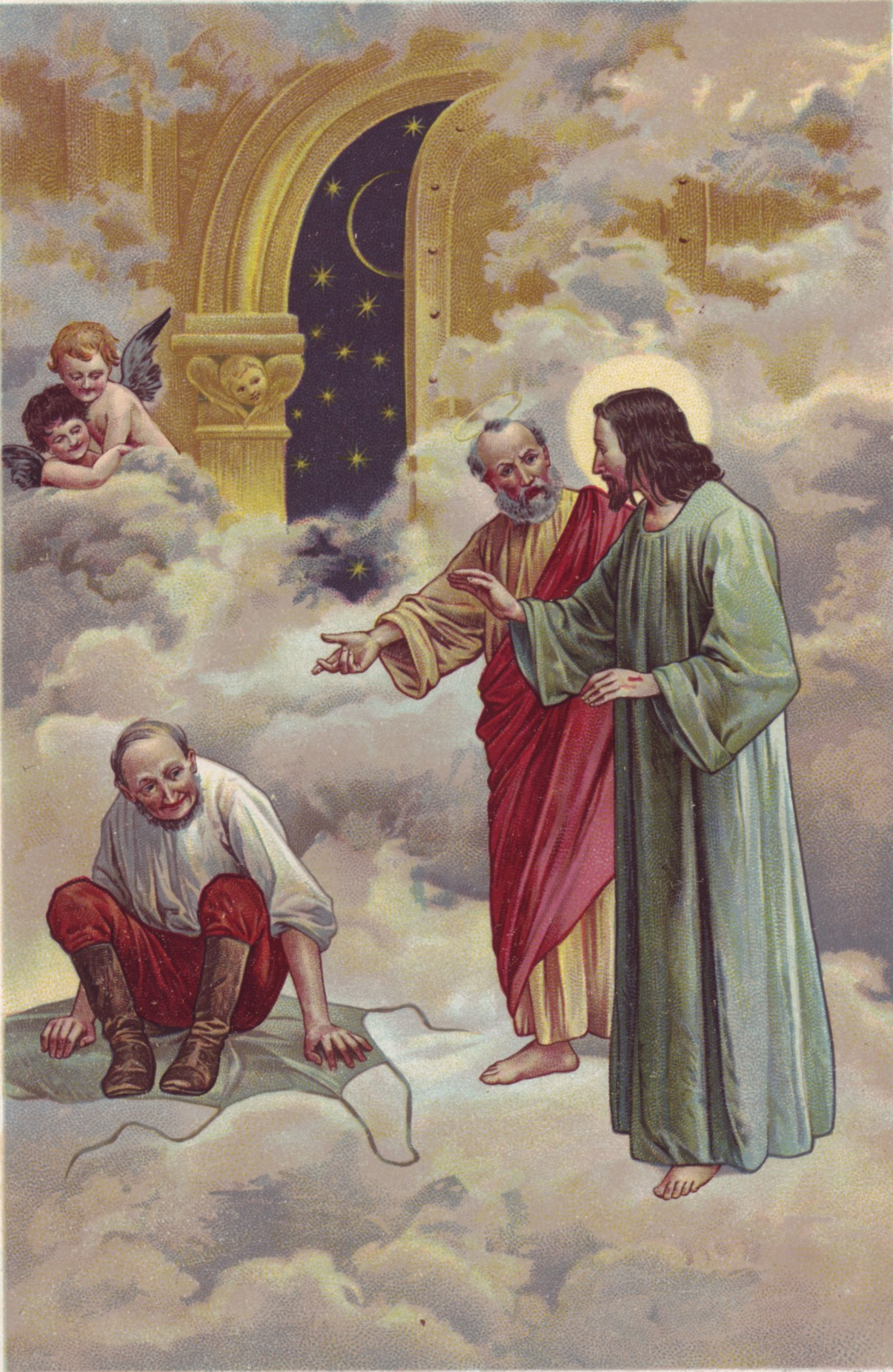
Illustration von Věnceslav Černý, 1902

Bruder Lustig steht in den Kinder- und Hausmärchen ab der 2. Auflage von 1819 anstelle von Der Schmied und der Teufel als Nr. 81. Daneben gibt es noch einige, wo der Soldat mit dem Teufel umgeht: De Spielhansl, Des Teufels rußiger Bruder, Der Teufel mit den drei goldenen Haaren, Der Teufel und seine Großmutter, Der Vogel Greif, Der Bärenhäuter, Die zertanzten Schuhe, Das blaue Licht, Der Bauer und der Teufel, Der Stiefel von Büffelleder; vgl. auch Marienkind; zur Totenerweckung u. a. Lk 7,14 .
Heinz Rölleke weist darauf hin, dass Wilhelm Grimm ab der 2. Auflage exzessiv „Sprüche und eigentümliche Redensarten des Volks, auf die ich immer horche“ in die Erzählungen eintrug. Das dürfte auch diesen Text betreffen. Eine Fülle wörtlicher Reden charakterisieren Bruder Lustigs praktisches Denken, seine Großzügigkeit und kumpelhafte Art gegenüber Heiligen und Teufeln: „Jetzt bin ich leer“, „da ist ein Fang für uns“, „O, du Hans Narr“, „was er wieder für einen Sparren im Kopf hat“, „es ist gut, dass er abtrabt, es ist doch ein wunderlicher Heiliger“, „was der für Mucken im Kopf hat, denn was er mit der einen Hand gibt, das nimmt er mit der andern: da ist kein Verstand drin“, „du wunderlicher Kauz, ich will dir wohl nicht nachgehen“, „Habt Ruh, ihr Teufelsgespenster“, „holla, ich will bald Ruhe stiften!“

## Grimms Anmerkung

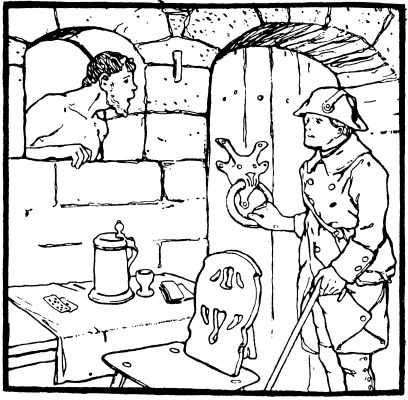
Illustration von Otto Ubbelohde, 1909

Die Brüder Grimm merken an: „Einzelne Theile dieser Sage werden auch wieder für sich als besondere Märchen erzählt, und die Zusammenreihung weicht fast immer mehr oder weniger ab.“ Sie hatten es von Georg Passy, der es in Wien von einer alten Frau hörte. Nur die Wasserprobe nahmen sie von einer Fassung aus Hessen, in der Bruder Lustig sagt, ein schwarzes Lamm habe kein Herz.
Sie erwähnen noch die „Arnimische Handschr. von Meistergesängen“ (Nr. 232) von 1550, worin ein Landsknecht Essen erbettelt, während Petrus predigen will. Der heilt aber den Schultheiß, bekommt dreißig Gulden und zeigt dann nur einen Käse vor. Da isst der Landsknecht heimlich die Leber vom Huhn, das Petrus bestellt hat. Er gesteht, als Petrus die dreißig Gulden in drei Teile teilt.
Aus dem Wegkürzer von Martin Montanus zitieren sie eine Fassung vom Schwaben und dem lieben Gott. Der eine geht auf eine Hochzeit und bekommt einen Kreuzer, der andere heilt auf einer Beerdigung den Toten und bekommt hundert Gulden. Da will der Schwabe teilen. Er isst heimlich die Leber vom Lamm und sagt, es habe keine gehabt. Im nächsten Dorf will er den Toten heilen. Weil es ihm nicht gelingt, soll er hingerichtet werden. Obwohl Gott anbietet zu helfen, gesteht er erst, als Gott den Toten heilt und den Lohn in drei Teile teilt, einen für den, der die Leber gegessen hat.
Sie nennen noch Aurbachers Büchlein für die Jugend Nr. 9. „S. 180–186“, Pröhles Kinderm. Nr. 16, bei Meier „Nr. 10. 62 und 78“, kroatisch in Vogels Großmütterchen „S. 27“. Darauf beziehe sich das Sprichwort ‚der Schwabe muß allzeit das Leberle gefressen haben‘ im Zeitvertreiber (1668) „S. 152“ und in Berkenmeyers Antiquarius „(Hamb. 1746) S. 549“. Sie zitieren eine Anspielung bei Keisersberg ‚das Leberlin aus dem Braten ziehen‘ und aus Fischarts Flohhatz 35b:
„aber ich bin unschuldig dessen,
doch muß das Leberle ich han gessen,
und muß gethan han die großt Schmach.“
Vgl. Vom Schwaben, der das Leberlein gefressen in Ludwig Bechsteins Deutsches Märchenbuch und Die drei Wünsche in Neues deutsches Märchenbuch, Die Zwerchpfeife in Johann Wilhelm Wolfs Deutsche Hausmärchen, in Ulrich Jahns Volksmärchen aus Pommern und Rügen Nr. 47 Schmied Siegfried und der Teufel, Nr. 49 Schmied Günther.

## Rezeptionen
Bruder Lustig in Ernst Heinrich Meiers Deutsche Volksmärchen aus Schwaben (1852), Nr. 62 scheint eine mündliche Nacherzählung nach Grimm. Die Episoden sind kürzer erzählt, mit nur einer toten Prinzessin gleich am Anfang. Meier verortet die Quelle in Derendingen. Petrus sei der Donnergott Thor, Bruder Lustig der listige Loki. Nr. 10 Hans und der Teufel bringt nur das Prügeln des Teufels, Nr. 78 Hui in mein’ Sack! auch den Sack und das Schloss.
Siegfried Wagner komponierte 1904 eine Oper Bruder Lustig, Reiner Bredemeyer 1983 eine Hörspielmusik (Regie: Norbert Speer).
Karen Duve verlegt die Handlung in die Gegenwart, Jesus hat Heilwasser in der Jutetasche, die Knochenszene gerät blutig.
Norbert Pötzl schreibt in seiner Biographie, der einen lockeren Lebenswandel führende Erich Honecker sei, verglichen mit den strengen Moralvorstellungen älterer Kommunisten, „ein rechter Bruder Lustig“ gewesen.